# Lijst van voetbalinterlands Chili - Kameroen
Deze lijst van voetbalinterlands is een overzicht van alle officiële voetbalwedstrijden tussen de nationale teams van Chili en Kameroen. De landen speelden tot op heden twee keer tegen elkaar. De eerste ontmoeting, een groepswedstrijd tijdens het Wereldkampioenschap voetbal 1998, werd gespeeld in Nantes (Frankrijk) op 23 juni 1998. Het laatste duel, een groepswedstrijd tijdens de FIFA Confederations Cup 2017, vond plaats op 18 juni 2017 in Moskou (Rusland).

## Wedstrijden
| № | Plaats | Datum        | Competitie                   | Wedstrijd        | Uitslag |
| - | ------ | ------------ | ---------------------------- | ---------------- | ------- |
| 1 | Nantes | 23 juni 1998 | WK 1998                      | Chili – Kameroen | 1 – 1   |
| 2 | Moskou | 18 juni 2017 | FIFA Confederations Cup 2017 | Kameroen – Chili | 0 – 2   |

## Samenvatting
| Competitie              | Totaal gespeeld | Winst Chili | Gelijk | Winst Kameroen | Doelsaldo Chili – Kameroen |
| ----------------------- | --------------- | ----------- | ------ | -------------- | -------------------------- |
| WK-eindronde            | 1               | 0           | 1      | 0              | 1 − 1                      |
| FIFA Confederations Cup | 1               | 1           | 0      | 0              | 2 − 0                      |
| Totaal                  | 2               | 1           | 1      | 0              | 3 − 1                      |

Wedstrijden bepaald door strafschoppen worden, in lijn met de FIFA, als een gelijkspel gerekend.

## Details

### Eerste ontmoeting
| Groepswedstrijd WK 1998 (Nantes, Frankrijk, 23 juni 1998): |              | |
| Chili | 1 – 1        | Kameroen |
| José Luis Sierra 20' | goals        | 55' Patrick Mboma |
| Nelson Acosta | bondscoach   | Claude Le Roy |
| Nelson Tapia Ronald Fuentes Francisco Rojas 77' Javier Margas Pedro Reyes Nelson Parraguez Clarence Acuña José Luis Sierra 71' Moisés Villarroel 71' Iván Zamorano Marcelo Salas | opstellingen | Jacques Songo'o Pierre Womé Rigobert Song Pierre Njanka Michel Pensée 82' Joseph N'Do Marcel Mahouvé 69' Salomon Olembé François Omam-Biyik Patrick Mboma 73' Joseph-Désiré Job |
| Fernando Cornejo 71' Fabián Estay 71' Miguel Ramírez 77' | wissels      | 69' Didier Angibeaud 73' Alphonse Tchami 82' Lauren Etame Mayer |
| Nelson Parraguez 50' Francisco Rojas 55' Moisés Villarroel 66' Miguel Ramírez 89'                                                                                                | gele kaarten | |
| | rode kaarten | 8', 51' Rigobert Song 88' Lauren Etame Mayer |

### Tweede ontmoeting
| Groepsfase FIFA Confederations Cup 2017 (scheidsrechter Damir Skomina, Moskou, 18 juni 2017): |                 | |
| Kameroen | 0 – 2           | Chili |
| | goals (assists) | 81' Arturo Vidal (Alexis Sánchez) 90+1' Eduardo Vargas |
| Hugo Broos | bondscoach      | Juan Antonio Pizzi |
| Fabrice Ondoa Ernest Mabouka Michael Ngadeu-Ngadjui Adolphe Teikeu Collins Fai Sébastien Siani 86' André-Frank Zambo Anguissa 89' Arnaud Djoum Christian Bassogog Vincent Aboubakar Benjamin Moukandjo | opstellingen    | Johnny Herrera Mauricio Isla Gary Medel Gonzalo Jara Jean Beausejour Arturo Vidal Marcelo Díaz 71' Charles Aránguiz 64' José Pedro Fuenzalida Eduardo Vargas 58' Edson Puch |
| Moumi Ngamaleu 86' Georges Mandjeck 89' | wissels         | 58' Alexis Sánchez 64' Leonardo Valencia 71' Francisco Silva |
| | gele kaarten    | 66' Gonzalo Jara |